# Bigornia Club
El Bigornia Club es un club deportivo, social y cultural. de la ciudad de Rawson, Chubut, fundado el 24 de mayo de 1971. El club se dedica al rugby, remo, tenis y hockey.
En rugby, el club es uno de los cinco participantes de la URVCh y participa de los campeonatos locales así como de campeonatos regionales, como el Torneo Austral de Rugby que se disputa entre la URVCh y la Unión de Rugby Austral de Comodoro Rivadavia; el Torneo Regional Patagónico del cual participó en 2013 y del Torneo del Interior, del cual participó en la edición 2014.
Mientras que, ofrece REMO Competencia para jóvenes y adultos, y también la posibilidad de la práctica del remo social.  El hockey de la institución participa de los torneos  locales organizados por la Asociación de Hockey del Valle de Chubut tanto en caballeros como en damas y en los torneos Regionales y Nacionales llevados a cabo por la Confederación Argentina de Hockey.
En tanto que, el Tenis forma parte de la Asociación de Tenis Noreste del Chubut, y ofrece la posibilidad de entrenamiento competitivo, con participación en torneos organizados por la ASOTENECH  y competencias internas para damas y caballeros en individuales y dobles, trabajando principalmente en el desarrollo del tenis social. 

## Historia
En 1971 jóvenes de Rawson, motivados por la práctica del remo y del rugby, y pertenecientes a la Agrupación Juvenil "El Parche" trató de llevar a cabo sus fines de deportivo. El 24 de mayo de 1971 se conformó una asamblea con el fin de crear una institución que se dedicase al rugby en la ciudad de Rawson.
La asamblea contó con la participación de Néstor Awstin, Carlos Bastida, Tomás Bastida, Antonio Bazan, Mario Cibeira, Omar Carminatti, Abelardo de la Vega, Roberto Demassi, Raúl Donoso, Horacio Fernández, Pedro Fernández, Julián Gallardo, Juan Carlos Nudelman, Desiderio Pereyra, José Portales, José Prada, Antonio Ríos, Héctor Ríos, José Rubino, Pedro Rubino, Americo Tasso, Vivian Thomas, Raúl Varela, Arturo Vilches, Luis Yllana y Carlos Maldonado quienes hoy son socios fundadores.
Una vez conformado el club, y con la personería jurídica obtenida el 19 de julio del mismo año, se avanzó con la obtención del terreno para la construcción de la Sede social.
El primer terreno
El primer terreno ideado fue uno ubicado entre la margen del río Chubut, el Puente del Poeta y la ruta hacia Playa Unión. Este mismo estaba mesurado en 7300 m².
En él estaba prevista la construcción del primer muelle, de canchas de tenis y de rugby, como así también la construcción del edificio para la sede social.

### Primera participación nacional
En 2011 la Unión Argentina de Rugby decidió agregar dos plazas dentro del Torneo del Interior para la región patagónica, y para ganarse dichas plazas, se organizó el Torneo Regional Patagónico, del cual participaron seis instituciones representando a las cuatro uniones patagónicas de rugby (exceptuando Santa Cruz y Tierra del Fuego), Neuquén RC y Marabunta por la Unión del Alto Valle, Bigornia RC, Puerto Madryn RC y Trelew RC y Club Los Pehuenes por la Unión de Los Lagos del Sur.
El torneo se disputó en cinco fechas, donde el yunque hizo de local en cuatro y visitó en una; ganó sus cuatro partidos como local y perdió cuando visitó al campeón, Neuquén RC.
| Partidos   | Partidos | Partidos     |
| ---------- | -------- | ------------ |
| Bigornia   | 26 - 20  | Marabunta RC |
| Bigornia   | 15 - 10  | Pehuenes     |
| Neuquén RC | 49 - 5   | Bigornia     |
| Bigornia   | 28 - 15  | PMRC         |
| Bigornia   | 52 - 17  | Trelew RC    |

| Equipo           | Pts | PG | PE | PP | TF  | TC  |
| ---------------- | --- | -- | -- | -- | --- | --- |
| Neuquén RC       | 22  | 4  | 1  | 0  | 209 | 53  |
| Bigornia RC      | 19  | 4  | 0  | 1  | 126 | 111 |
| Marabunta RC     | 17  | 3  | 1  | 1  | 118 | 83  |
| Puerto Madryn RC | 5   | 1  | 0  | 4  | 77  | 149 |
| Pehuenes RC      | 5   | 1  | 0  | 4  | 65  | 112 |
| Trelew RC        | 4   | 1  | 0  | 4  | 56  | 143 |

|  | Clasificado al Top 16 2011. |

Fuente: rugbyarchive.net
Con la clasificación asegurada, solamente restaba esperar. El 17 de septiembre se produjo el debut, fue en condición de visitante del club bahiense Sociedad Sportiva, donde cayó por 46 a 6. En la segunda fecha recibió a quien lo derrotó en el Torneo Patagónico, Neuquén RC, y nuevamente caería, ahora 35 a 15. Cerró su participación cuando, en Tandil, Los Cardos RC lo derrotó por 59 - 37.
En 2012, Neuquén RC y Marabunta por la Unión del Alto Valle, Bigornia RC y Patoruzú RC por la Unión del Valle, Club Los Pehuenes por la Unión de Los Lagos del Sur y Comodoro Rugby Club por la Unión Austral conformaron los equipos del Torneo Regional Patagónico. En esta nueva edición, el yunque finalizó tercero, con lo que no logró clasificarse al Top 16 2012, aunque esta no sería la última vez en la que participaría del torneo.

### Suspensión local
En consecuencia se propone sancionar al Bigornia Club y a su plantel superior con la suspensión para participar con dicha división en los torneos que organiza la URVCh. por lo que resta del año 2013, y la suspensión para participar en la Edición 2014 del Torneo Regional Patagónico. A dicha propuesta adhieren todos los integrantes de la Comisión Directiva y todos los Presidentes de los clubes presentes, instando a Bigornia Club y a sus jugadores a que revean las posturas equivocadas asumidas y que en un futuro próximo las corrijan.
URVCh Transcripción del acta hecha por "Diario El Chubut"

En septiembre del 2013 el club sufre una suspensión insólita cuando jugadores del Yunque decidieron no tomar parte en el seleccionado local de la unión alegando diferencias con los dirigentes de la misma.
La suspensión hubiese corrido para lo restante de ese mismo año y del siguiente, y además para torneos regionales, como el Torneo Regional Patagónico. Cabe resaltar que de la reunión solo participaron los restantes clubes de la unión, el yunque no formó parte de la misma, aunque estos mismos estuvieron en contra de la medida tomada.
Una vez notificado, el club procedió a enviar un informe al máximo ente nacional de rugby, la UAR, para esa misma fecha, la medida tomada fue modificada, y el club hubiese podido disputar encuentros regionales superiores a la URVCh.
Tras la intervención de la UAR, la medida se revocó y así el yunque volvió a disputar el torneo local como así los torneos regionales.

### Actualidad
Actualmente el club participa en los torneos locales, donde en el regional de la URVCh es bicampeón (Preparación y Oficial), en el Torneo Austral de Rugby es tricampeón
En 2013 el club finalizó tercero en el Torneo Regional Patagónico tras derrotar a Comodoro RC 42 a 10 como local y logró participar de la siguiente edición del Torneo del Interior.
En dicho certamen, el club no tuvo una muy buena actuación, aunque se enfrentó a rivales de mayor calibre, como Mendoza RC, que ya había participado en 2013. El yunque debutó ante San Martín de Villa María, cayendo 33 a 7. Una semana después, recibió al citado equipo mendocino en el "Chagüi" Ríos, donde cayó 3 a 39.
La participación en el Torneo del Interior "B" terminó con la derrota ante Banco RC, otro conjunto mendocino, como visitante.
Tras un 2015 donde fue segundo del Torneo Patagónico, el equipo vuelve a disputar el Torneo del Interior, esta vez, incluso enfrentando equipos uruguayos.

## Instalaciones
El club posee un terreno ubicado sobre la margen del Río Chubut con acceso a través de la calle "Changuí Ríos", ingresando previamente por la Ruta Provincial N.º 7 y siguiendo por Caballito Criollo, el cual cuenta con la sede social, la cancha principal de rugby, el Estadio "Chagüí" Ríos y dos canchas de rugby secundarias, la cancha para rugby infantil, la cancha principal de hockey, la cancha secundaria, cuatro canchas de tenis y las instalaciones de remo.

### Estadio "Chagüí" Ríos
El Estadio "Chagüí" Ríos es el principal campo de juego para la práctica del rugby que posee el club. Tiene cuatro tribunas (dos locales y dos visitantes) de cemento e iluminación artificial, lo cual favorece la práctica nocturna.

### Estadio Rubén Silva
El Estadio Rubén Silva es el principal campo de juego para la práctica de hockey sobre césped. Su superficie es de césped sintético y además posee, como el Estadio "Chagüí" Ríos, iluminación artificial.

## Palmarés
Rugby
- Torneos de la URVCh: Oficial 2011, Oficial 2012, Preparación 2013, Oficial 2013, Oficial 2014, Oficial, 2016, Oficial 2018, Oficial 2021, Oficial 2023,Oficial 2025 .[13]

- Torneo Austral de Rugby: 2007, 2011, 2012, 2013, 2017, 2021, 2023
- Torneo Regional Patagónico de Clubes:  2016, 2023

Tenis: 
Tomás Landau, Campeón Sudamericano 1986

## Hockey
En hockey de damas participa de los torneos locales como así de torneos nacionales. En 2012 logró el ascenso a la Liga Nacional "A" al vencer a Marabunta Rugby Club de Cipolletti y en dicho certamen participaron en septiembre del mismo año, finalizando cuartas de su grupo.
En 2013, el conjunto femenil finalizó tercero, con lo cual no pudo lograr lo mismo del pasado año y participar en la Liga Nacional "A". En el 2014 alcanzó su octavo título. Ese mismo año llegó a la final del Torneo Regional de Clubes «Patagonia Damas A» cayendo ante Marabunta RC de Cipolletti y no logró el ascenso a la «Liga Nacional B». En el 2014 se consagró campeón en damas del Apertura local de manera invicta. El equipo de caballeros, sin embargo, terminó segundo.
En toda su historia, el conjunto femenino de hockey ha logrado nueve títulos locales entre 2007 y 2014, y los hombres lograron un solo título local, el Apertura 2009. 
Protagoniza junto con Germinal el clásico de hockey de Rawson.

## Otros deportes
En el remo se ha destacado a nivel internacional Ilén Carballo, remera que disputó los Juegos Olímpicos de la Juventud Nankín 2014. Ilén participa en "singles", donde terminó tercera en una de las semifinales, accediendo así a disputar entre el 13.º y el 18.º puesto.
Destacados: 
Ilén Carballo, Andrés Laesprella, Mayra Porman